# Zachariasz (król Izraela)
Zachariasz (hebr. ‏זְכַרְיָה‎, „Jahwe pamięta”) – czternasty władca królestwa Izraela (państwa północnego), syn Jeroboama II. Panował przez sześć miesięcy w 753 p.n.e. Ostatni król z dynastii Jehu.
Został zamordowany przez Szalluma, syna Jabesza, który przejął po nim tron. Według Biblii jego śmierć była wypełnieniem proroctwa, że potomkowie Jehu będą zasiadać na tronie do czwartego pokolenia.